# Douglas Aircraft Company
La Douglas Aircraft Company va ser fundada el juliol de 1921 per Donald W. Douglas. És coneguda per la sèrie de transports i avions comercials "DC" (Douglas Commercial), incloent-hi un dels avions més importants de la Segona Guerra Mundial, el DC-3. Douglas va fabricar també molts avions per a la USAAC i la marina dels Estats Units.
Inicialment la companyia va fabricar torpediners per a la marina estatunidenca, però va desenvolupar variants d'aquests avions incloent-hi avions de reconeixement i avions destinats al transport de correu. En cinc anys la companyia passà a fabricar una mitjana de 100 avions a l'any. La companyia es va estendre en la fabricació d'avions amfibi a finals dels anys 20.
L'any 1933 Douglas va llançar al mercat el seu avió comercial bimotor Douglas DC-1, el DC-2 l'any 1934 i més tard el famós DC-3/C-47 a l'any 1936. Aquest model va ser produït en gran nombre durant la Segona Guerra Mundial i després d'ella fou àmpliament utilitzat per aerolínies d'arreu del món. El 1967, a causa dels problemes d'efectiu que patia l'empresa i de l'aparició de la tecnologia dels avions de fuselatge ample, la companyia es va haver de fusionar amb la McDonnel Aircraft Corporation per esdevenir la McDonnell Douglas, que l'any 1997 va passar a formar part de la companyia Boeing.

## Avions

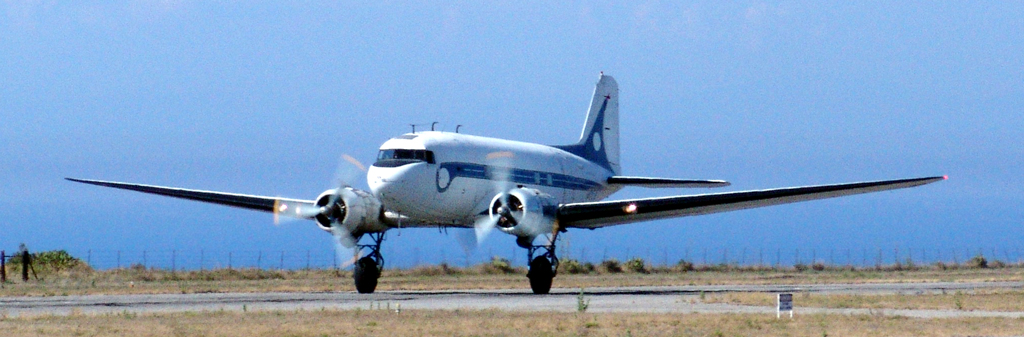
Douglas DC-3.

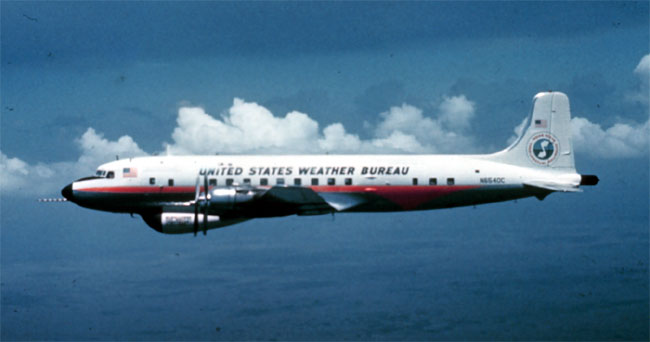
Douglas DC-6.

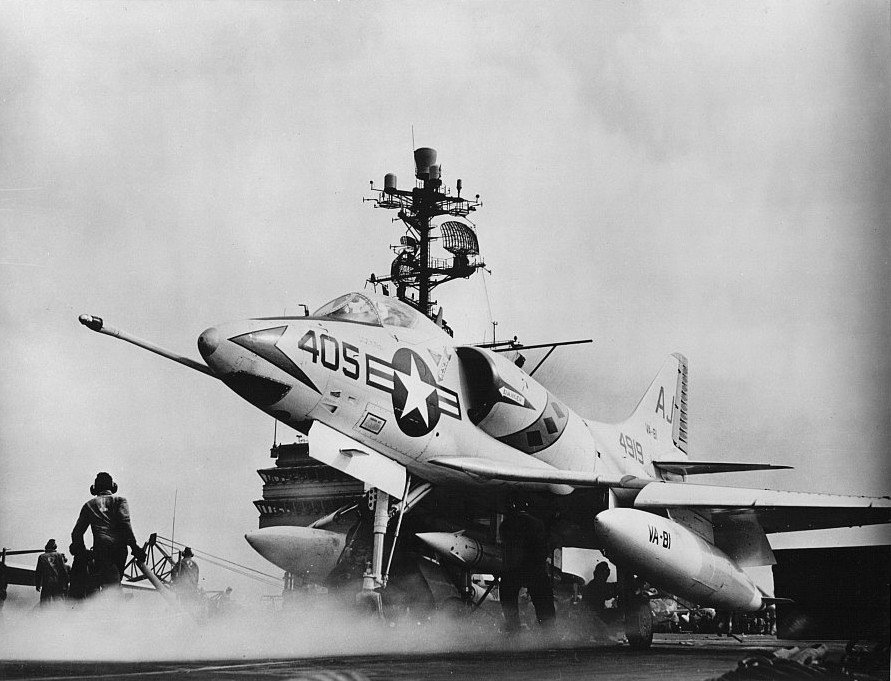
Douglas A-4 Skyhawk.

### Avions civils
- Douglas DC-1 (1933)
- Douglas DC-2 (1934)
- Douglas DC-3 (1935)
- Douglas DC-4 (1939)
- Douglas DC-5 (1939)
- Douglas DC-6 (1946)
- Douglas DC-7 (1953)
- Douglas DC-8 (1958)

### Avions militars
- Douglas A-20 Havoc (1939)
- Douglas SBD Dauntless (1940)
- Douglas C-47 Skytrain (1941)
- Douglas A-26 Invader (1942)
- Douglas C-54 Skymaster (1942)
- Douglas A-1 Skyraider (1945)
- Douglas C-74 Globemaster (1945)
- Douglas F3D Skyknight (1948)
- Douglas A2D Skyshark (1950)
- Douglas F4D Skyray (1951)
- Douglas A-3 Skywarrior (1952)
- Douglas A-4 Skyhawk (1954)